# Aparición de la Virgen del Pilar a Santiago y a sus discípulos zaragozanos
La Aparición de la Virgen del Pilar a Santiago y a sus discípulos zaragozanos  es una pintura del joven Francisco de Goya, pintada entre 1768 y 1769. Es la única pintura de Goya que ha sido exhibida en Fuendetodos, lugar natal del pintor, el 14 de enero de 1996.
El esquema compositivo e iconográfico del cuadro tiene su precedente en las primeras pinturas de Goya, ejecutadas en Fuendetodos y destruidas durante la Guerra Civil. La composición, en forma de pirámide será repetida por Goya a lo largo de su carrera, como en El bebedor y La pradera de San Isidro, de sus cartones para tapices.

## Análisis
El cuadro representa la aparición de la Virgen del Pilar al apóstol Santiago el Mayor y algunos de sus discípulos en Caesaragusta. Cabe aclarar que la tradición católica señala que en el año 40, la Virgen María se presentó a Santiago en Zaragoza, para animar al apóstol en la prédica por Hispania.
Fue dada a conocer por José Gudiol en 1970. Procede de los fondos pictóricos de Juan Martín de Goycoechea y Galarza. Llegó a su actual emplazamiento —la colección Pascual de Quinto en Zaragoza— a través de herencias y enlaces interfamiliares.
Es la pareja de la llamada Triple generación y posee rasgos estilísticos muy comunes a La adoración del nombre de Dios (Coreto de la Basílica del Pilar), así como al Bautismo de Cristo y el Retrato de Juan-Martín de Goycoechea. Todos estos cuadros fueron recibidos en herencia por la segunda condesa consorte de Sobradiel.
La obra acusa la influencia del maestro de Goya, José Luzán, Valeriano Bozal (2005), no considera que se conserve obra alguna de Goya de esta época, con las siguientes palabras: «¿Qué aprendió con Luzán? Algo cabe concluir examinando la pintura del maestro, pues del propio Goya nada se conserva de aquellos años». Es por esta razón que es más prudente hablar de una obra de juventud, pero no de formación, y atribuirle la fecha de 1768-1769.
Gudiol resalta el vigoroso esquema lineal y las triangulaciones tan en boga durante aquella época, al hablar de dos componentes básicos en la pieza:

(...) monumentalidad de la forma y libertad de tratamiento. (...) La arquitectura compositiva se basa en la superposición dinámica de una serie de contrastes de claroscuro y, a la vez, de proximidad o lejanía. Mediante las nubes y los grupos de figuras Goya establece ritmos alternos ascendentes de gran belleza. Hay que llamar la atención sobre la calidad táctil de las figuras de primer término con sus mantos, cuya forma y textura alude todavía a la compleja caligrafía que señalamos como factor característico de las pinturas de Fuendetodos. La seguridad de Goya le permite resolver con la mayor economía de medios, los grupos de figuras animadas por vivas luces y colores. Estas obras -se refiere Gudiol también a su pareja- contienen ya el embrión que se vivifica en la decoración mural del Coreto del Pilar, apartándose de lo académico por el abundante uso de lo impreciso, así como por las deformaciones expresivas, recurso al que no escapa ni siquiera el rostro de la Virgen.
José Gudiol. Apud, Luna (1996), op. cit.

El historiador murciano José Luis Morales y Marín habla así de Aparición de la Virgen del Pilar a Santiago: «en su factura ha desaparecido parte de la huella «luzanesca» para ser reemplazada por la impronta de Francisco Bayeu y Subías (1734-1795), aclarando tintas con una mayor luminosidad y desuniendo la pincelada desde un criterio más bocetístico, al mismo tiempo que se amplía el sentido espacial, tal y como llevará a consecuencias más extremas en la decoración de Aula Dei».